# William John Waltersheid

Wappen von William John Waltersheid

William John Waltersheid (* 18. November 1956 in Ashland) ist ein US-amerikanischer römisch-katholischer Geistlicher und Weihbischof in Pittsburgh.

## Leben
Der einzige Sohn von William F. und Margaret M. Waltersheid wuchs in Locust Gap auf und absolvierte zunächst eine Krankenpflegeausbildung an der Pottsville Hospital School of Nursing. Ab 1985 studierte er am St. John Seminary College in Brighton (Massachusetts) und ab 1988 am „Päpstlichen Nordamerika-Kolleg“ in Rom.
Der Kardinalpräfekt der Kongregation für das Katholische Bildungswesen, Pio Laghi, weihte ihn am 30. April 1992 zum Diakon und der Bischof von Harrisburg, Nicholas Carmen Dattilo, spendete ihm am 11. Juli 1992 die Priesterweihe.
1993 erwarb er an der Päpstlichen Universität Gregoriana ein Lizenziat in Dogmatik und blieb bis 1995 zu weiteren Studien in Rom. Nach seelsorglicher Tätigkeit als Kaplan in Steelton (Pennsylvania) kehrte er 1999 an das Päpstliche Nordamerikakolleg in Rom zurück, wo er nach einem Jahr Vizerektor wurde. Im Sommer 2003 kehrte er in die Vereinigten Staaten zurück und wurde Pfarrer in Carlisle (Pennsylvania). 2006 ernannte ihn Bischof Kevin Carl Rhoades zum Sekretär für den Klerus und das Geweihte Leben im Bistum Harrisburg.
Papst Benedikt XVI. ernannte ihn am 25. Februar 2011 zum Weihbischof in Pittsburgh und Titularbischof von California. Der Bischof von Pittsburgh, David Zubik, spendete ihm am 25. April desselben Jahres die Bischofsweihe; Mitkonsekratoren waren die Weihbischöfe Daniel Edward Thomas und Joseph Patrick McFadden aus Philadelphia. Als Wahlspruch wählte er Ecce Mater Tua.